# Église Saint-Martial d'Arnac-la-Poste
Pour les articles homonymes, voir église Saint-Martial.
L'église Saint-Martial est une église catholique située à Arnac-la-Poste, en France.

## Description
Le bâtiment est un exemple d'église fortifiée. Elle possède des contreforts surmontés d'échauguettes cylindriques. Elle était entourée d'une muraille dont subsiste une tour carrée, munie de créneaux et de mâchicoulis.
L'intérieur de l'église possède un reliquaire émaillé datant du XIIIe siècle.

## Localisation
L'église est située dans le département français de la Haute-Vienne, sur la commune d'Arnac-la-Poste.

## Historique
L'église est construite au XIIe siècle. Elle est fortifiée au XVe siècle, lors de la Guerre de Cent Ans. Elle porte le nom de Martial de Limoges, premier évêque de la ville.
L'église est inscrite au titre des monuments historiques le 25 septembre 1925.